# Philip Ball
Philip Ball és un escriptor especialitzat en ciència. És llicenciat en química per la Universitat d'Oxford, doctor en física per la Universitat de Bristol i membre del departament de Química del University College de Londres. En l'àmbit de la divulgació científica és editor de la revista Nature, col·laborador a The New Scientist i ha publicat nombrosos articles i llibres de ciència, com La invención del color (Turner, 2004), H2o, una biografía del agua (Turner, 2008) i Masa crítica (Turner, 2008), Premi Aventis al llibre científic de l'any.